# Mithu Sanyal

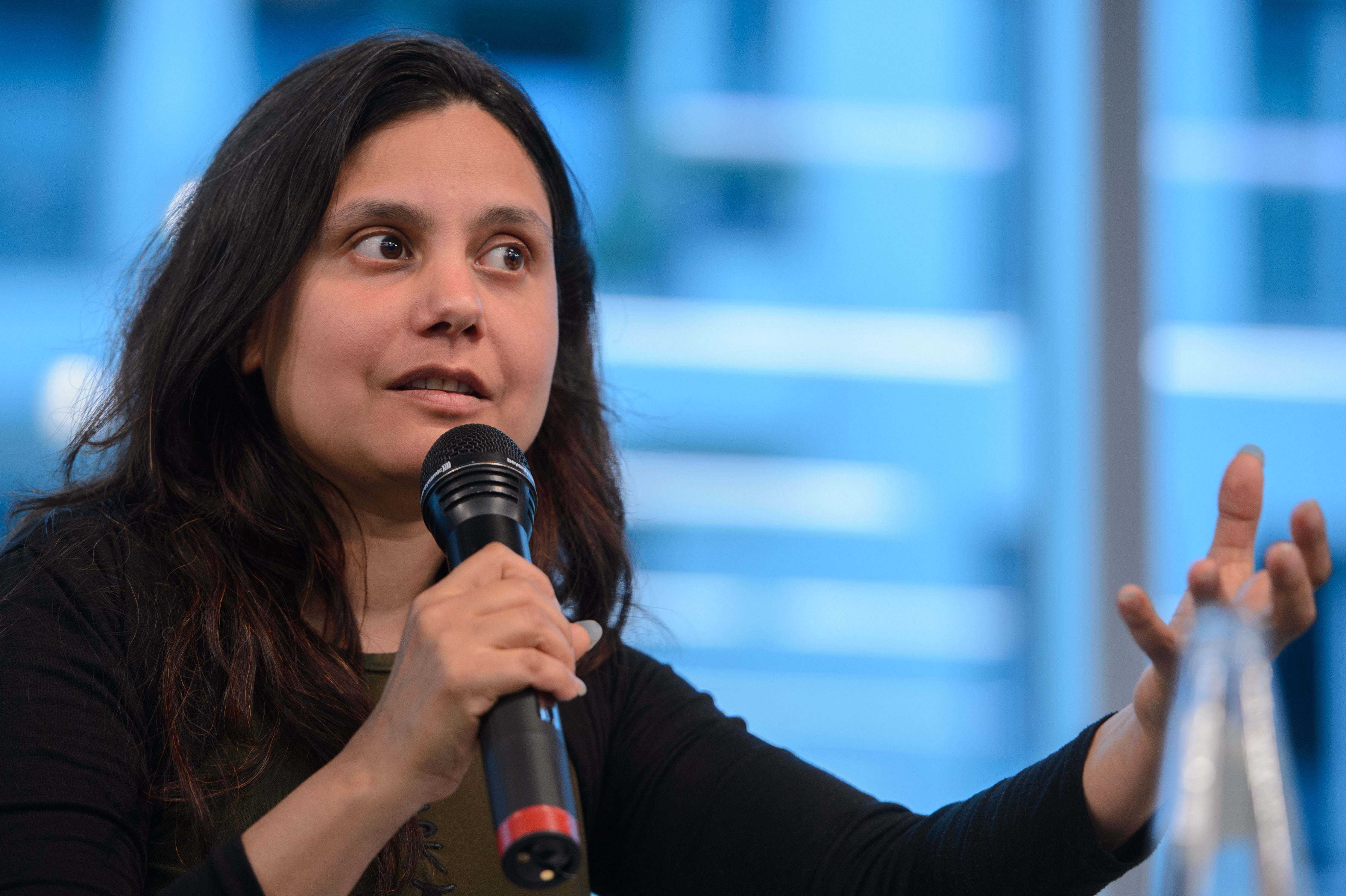
Mithu Sanyal, 2014

Mithu Melanie Sanyal (* 1971 in Düsseldorf) ist eine deutsche Kulturwissenschaftlerin, Journalistin und Schriftstellerin. Ihre Themenschwerpunkte sind Feminismus, Rassismus, Popkultur und Postkolonialismus.

## Leben
Sanyal wuchs als Tochter eines indischen Ingenieurs und einer polnischstämmigen Sekretärin, deren Eltern als Bergarbeiter nach Duisburg gekommen waren, in Düsseldorf-Oberbilk auf. Sie studierte deutsche und englische Literatur an der Heinrich-Heine-Universität Düsseldorf. Dort promovierte sie über die Kulturgeschichte des weiblichen Genitals. Aus ihrer Doktorarbeit entstand 2009 das Buch Vulva. Die Enthüllung des unsichtbaren Geschlechts.
Während ihres Studiums arbeitete sie zeitweilig als Aktmodell.
Seit 1996 ist Mithu Sanyal Hörspiel- und Featureautorin für den WDR. Darüber hinaus schreibt sie für NDR, BR, Frankfurter Rundschau, Literaturen, taz, junge Welt, SPEX, Bundeszentrale für politische Bildung etc. und war ehrenamtliche Redakteurin der Zeitschrift Wir Frauen. Seit Erscheinen ihres zweiten Buches Vergewaltigung wird Sanyal häufig als Expertin, Vortragende, Moderatorin, Gesprächspartnerin und Studiogast zu Beiträgen, Lesungen, Vorträgen, öffentlichen Diskussionsrunden und ins Fernsehen eingeladen. Vergewaltigung wurde wie Vulva in mehrere Sprachen übersetzt.
Am 17. Februar 2017 löste ein Artikel von Sanyal und der Journalistin Marie Albrecht in der Tageszeitung (taz) eine Kontroverse aus. Nach Gesprächen mit Betroffenen von sexualisierter Gewalt schlugen sie für diese neben dem Wort „Opfer“ die Bezeichnung „Erlebende sexualisierter Gewalt“ als weitere Möglichkeit der Selbstbezeichnung vor. An der #metoo-Bewegung kritisierte sie nicht die fehlende faktische Untermauerung der Vorwürfe gegen Harvey Weinstein, sondern deren stigmatisierenden Charakter: Wer einmal als Vergewaltiger gekennzeichnet werde, könne dieses Stigma kaum noch loswerden. Feministische Medien wie der Blog Die Störenfriedas oder die Zeitschrift Emma kritisierten diesen Vorstoß als Verharmlosung von Vergewaltigungen und sexualisierter Gewalt.  Unabhängig davon konstruierten rechte Blogs und Websites hieraus Bezüge auf Sanyals indische Herkunft und behaupteten fälschlicherweise, Vergewaltigung sei in Indien nicht strafbar. In dem Blog Politically Incorrect wurde Sanyals E-Mail-Adresse veröffentlicht, woraufhin sie Vergewaltigungs- und Morddrohungen erhielt. In den großen Zeitungen wurde Sanyals Artikel breit diskutiert, auch die feministische Sprachwissenschaftlerin Luise F. Pusch nahm in ihrem Blog Stellung. Zudem schrieben hunderte Menschen Sanyal solidarische E-Mails. Im Juli 2019 veröffentlichte das Journalismusportal Correctiv seine Stellungnahme unter dem Titel Nein, Mithu Sanyal hat Opfern nicht geraten, eine Vergewaltigung könne „auch Erleben sein“.
Im Jahr 2021 veröffentlichte Sanyal ihr Romandebüt Identitti. Der Roman handelt von einer Düsseldorfer Professorin für postkoloniale Theorie, die sich nach der hinduistischen Göttin Saraswati benannt und fälschlich als Inderin ausgegeben hat, tatsächlich aber deutscher Abstammung ist und ihre Haut verdunkeln ließ. Die Figur ist an Rachel Dolezal angelehnt. Der auf diese Enthüllung folgende Skandal wird aus der Perspektive von Saraswatis Studentin Nivedita erzählt, die wie Sanyal eine polnische Mutter und einen indischen Vater hat. Unter dem Pseudonym Identitti betreibt Nivedita einen Blog und mehrere Social-Media-Accounts, auf denen sie u. a. Rassismus, Migrationsgeschichten, sexuelle Identitäten und Orientierungen sowie identitätspolitische Debatten kommentiert. Aufgrund seiner Verortung im universitären Milieu zeichnet sich der Roman durch eine hohe Dichte an theoretischen Reflexionen aus. In Rezensionen wurde der Roman überwiegend sehr positiv besprochen.
Im Roman Antichristie (2024) wählte Sanyal eine vielschichtige Erzählweise und zielte auf die Verschmelzung historischer, politischer und popkultureller Themen. Die Handlung bewegt sich zwischen den Zeiten und Welten: Durga, die Protagonistin, reist von der Gegenwart ins Jahr 1906 und wechselt dabei sogar ihr Geschlecht. Sanyal verbindet die indische Unabhängigkeitsbewegung und die britische Kolonialgeschichte mit einer zeitgenössischen feministischen Perspektive, wobei sie auch humorvolle Dialoge einfließen lässt. Der Roman ist dabei sowohl Kriminalroman als auch eine kritische Auseinandersetzung mit den Folgen des Kolonialismus und dem westlichen Blick auf Geschichte.
Im Oktober 2021 wurde sie in das PEN-Zentrum Deutschland aufgenommen. Als es wegen des Russischen Angriffskrieg auf die Ukraine zur Spaltung der Organisation kam, schloss sich Sanyal den Austritten an und wurde am 10. Juni 2022 in den Gründungsvorstand des PEN Berlin gewählt.
Sanyal lebt mit ihrem Mann, dem Musiker und Sprecher Matti Rouse, in Düsseldorf-Oberbilk. Sie hat mit ihm zwei Kinder, einen Sohn und eine Tochter. Gegenüber dem Stern gab sie an, mehrere Abtreibungen gehabt zu haben.

## Publikationen
Sachbücher
- Vulva – die Enthüllung des unsichtbaren Geschlechts. Verlag Klaus Wagenbach, Berlin 2009, ISBN 978-3-8031-3629-9.
- mit Jasna Strick, Nicole von Horst und Yasmina Banaszczuk: „Ich bin kein Sexist, aber ...“. Sexismus erlebt, erklärt und wie wir ihn beenden. Orlanda Verlag, Berlin 2013, ISBN 978-3-944666-00-6.
- Vergewaltigung. Aspekte eines Verbrechens. Edition Nautilus, Hamburg 2016, ISBN 978-3-96054-023-6.[28]
  - Übersetzung ins Englische: Rape. From Lucretia to #MeToo. Verso Books, Brooklyn (NY)/London, 2019, ISBN 978-1-78663-750-5.[29]
- Über Emily Brontë. Kiepenheuer & Witsch, Köln 2022, ISBN 978-3-462-00366-6.

Romane
- Identitti. Roman. Carl Hanser Verlag, München 2021, ISBN 978-3-446-26921-7.
- Antichristie. Roman. Carl Hanser, München 2024, ISBN 978-3-446-28076-2.

Hörspiele
- Sternenkinder sterben schöner, später Aliens sind auch nur Menschen. Regie: Leonhard Koppelmann (WDR 2009)[30]
- LoveArtLab Rules. Regie: Ulrich Bassenge (WDR 2010)
- Post Porn Panik. Regie: Leonhard Koppelmann (WDR 2012)[31]
- Gott ist tot. Wirklich. Regie: Martin Zylka, 55 Min. (WDR 2015)[32]
- Identitti. Regie: Eva Solloch, 52 Min. (WDR 2022)[33][34]

Artikel in Zeitungen, Zeitschriften und Sammelbänden
- Zuhause. In: Fatma Aydemir, Hengameh Yaghoobifarah (Hrsg.): Eure Heimat ist unser Albtraum. Ullstein fünf, Berlin 2019, ISBN 978-3-96101-036-3.
- Von 2017 bis 2019 schrieb Sanyal die Kolumne „Mithulogie“ für Die Tageszeitung (taz)
- 2019/2020 schrieb sie für die britische Zeitung The Guardian.[35]

## Auszeichnungen
Für ihre Radiobeiträge über die Kulturgeschichte des Lesens bekam sie dreimal den Dietrich-Oppenberg-Medienpreis der Stiftung Lesen. Die Analyse Vergewaltigung. Aspekte eines Verbrechens wurde 2017 mit dem Sonderpreis im Rahmen des Programms Geisteswissenschaften International ausgezeichnet. Sanyals Roman Identitti erreichte 2021 die Shortlist des Deutschen Buchpreises.
Im selben Jahr wurde ihr der Ernst-Bloch-Preis zugesprochen und der Roman auch mit dem Literaturpreis Ruhr ausgezeichnet. 2024 erhielt sie das vom Deutschen Literaturfonds vergebene 10-wöchige London-Stipendium an der Queen Mary University of London für 2026.